# Cepora perimale
Cepora perimale é uma borboleta da família Pieridae. Ela pode ser encontrada na Ilha Norfolk e em Nova Gales do Sul, Território do Norte, Queensland, Victoria, Austrália Ocidental, Fiji, Irian Jaya, Maluku, Sulawesi, Nova Caledônia, Papua Nova Guiné, Ilhas Salomão e Vanuatu.
A envergadura das asas é de 40 milímetros.
As larvas alimentam-se de Capparis canescens, Capparis mitchellii e Capparis sepiaria.

## Subespécies
- Quatro subespécies de Cepora perimale : C. p. mentes , C. p. consanguinea , C. p. wetterensis e C. p. leucophorus C. p. Perimale (Ilha Norfolk)

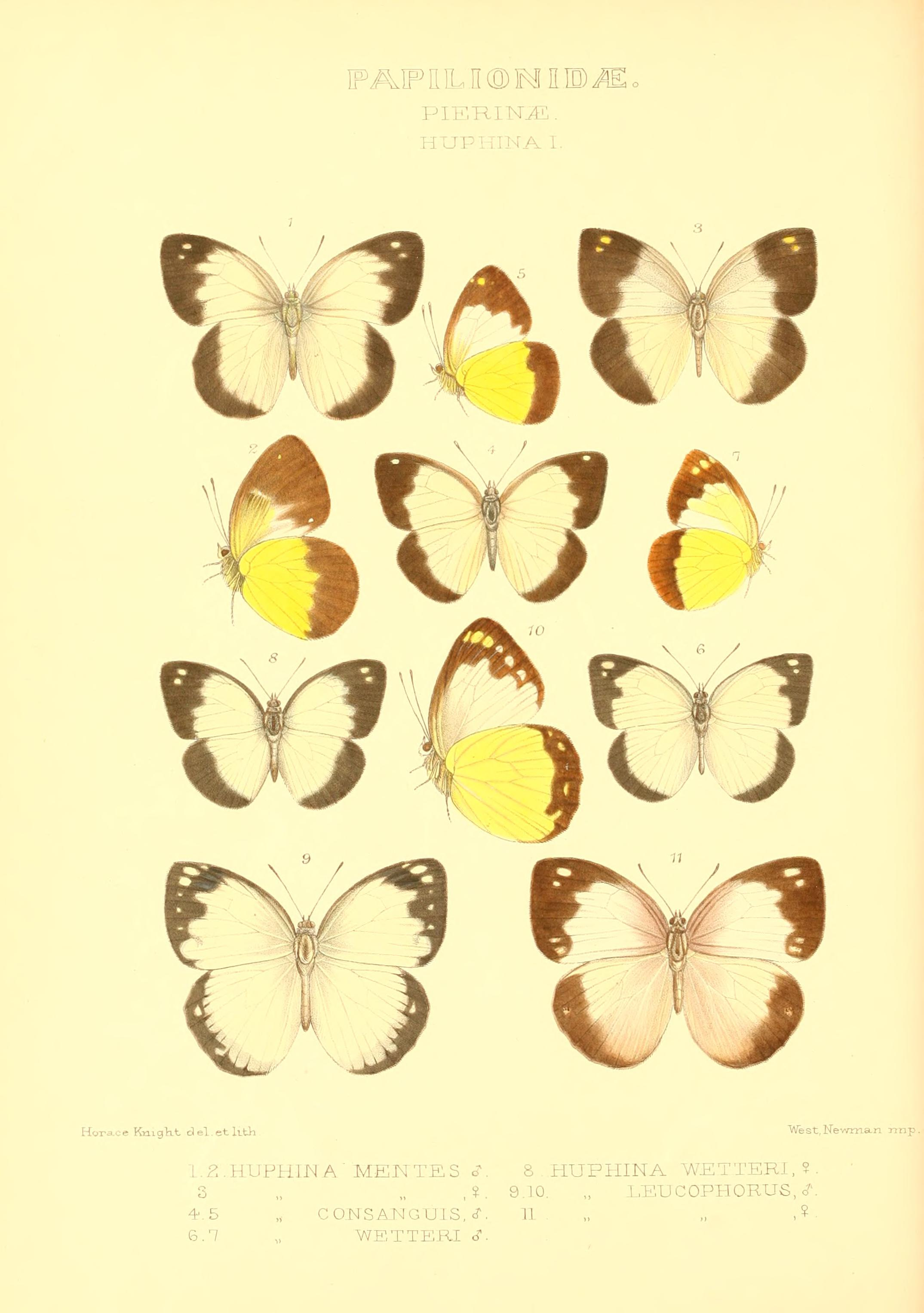
Quatro subespécies de Cepora perimale : C. p. mentes, C. p. consanguinea, C. p. wetterensis e C. p. leucophorus

- C. p. scyllara (Macleay, 1826) - (de norte da Austrália a Hunter River, Nova Gales do Sul)
- C. p. piedade Godart, 1819 (Timor)
- C. p. Wetterensis Grose-Smith (Ilha Wetar)
- C. p. mentes (Wallace, 1867) (Ilha de Lombok)
- C. p. pygmaea Röber, 1891 (Ilha Leti)
- C. p. pityna Fruhstorfer, 1903 (Damar Island)
- C. p. babberica Fruhstorfer, 1903 (Ilha Babar)
- C. p. Mordomo consanguinea (Tanimber Group)
- C. p. Bolana Fruhstorfer, 1903 (Ilha Kai)
- C. p. pericídio Felder, 1865 (Aru)
- C. p. Wallaceana (C. e R. Felder, 1865) (Waigeu)
- C. p. dohertyana (Grose-Smith, 1894) (oeste de Irian ao sul da Nova Guiné)
- C. p. latilimbata (Butler, 1876) (Ilha de Darnley, Papua)
- C. p. mithra Fruhstorfer, 1903 (Ilha Fergusson)
- C. p. Chrysopis Fruhstorfer, 1910 (Ilha Neomfor, Baía Geelvink)
- C. p. leucophorus Grose-Smith, 1897 (Ilhas Trobriand)
- C. p. acrisa Boisduval, 1859 (Nova Caledónia, Ilhas da Lealdade)
- C. p. quadricolor (Godman & Salvin, 1877) (Nova Bretanha, Nova Irlanda, Nova Hanover, Duke of York Group)
- C. p. agnata Grose-Smith, 1889 (Guadalcanal, Roviana)
- C. p. descolorir Mathew, 1887 (Ugi, Ilhas Ulana)
- C. p. macdonaldi (Ribbe, 1898) (Bougainville)
- C. p. maculata Grose-Smith, 1896 (Nova Inglaterra)
- C. p. radiata Howarth, 1962 (ilha de Bellona, Somonons)